# Megaminx

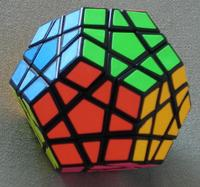
Megaminx với góc nhìn 6 màu

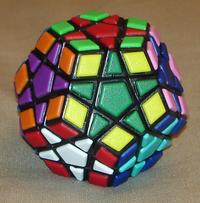
Megaminx đầy đủ 12 màu

Megaminx hay là khối Rubik có dạng thập nhị diện đều. Đó là phát minh của Uwe Meffert. Có hai phiên bản 12 màu (mỗi mặt có 1 màu riêng).

## Cấu tạo
Mỗi mặt trong số 12 mặt bao gồm một tâm cố định hình ngũ giác, năm mảnh cạnh tam giác và năm mảnh góc. Các miếng góc và cạnh được xếp theo hình ngôi sao năm cánh.

### Dạng 6 màu
===Dạng 12 
màu===

## Các kỷ lục

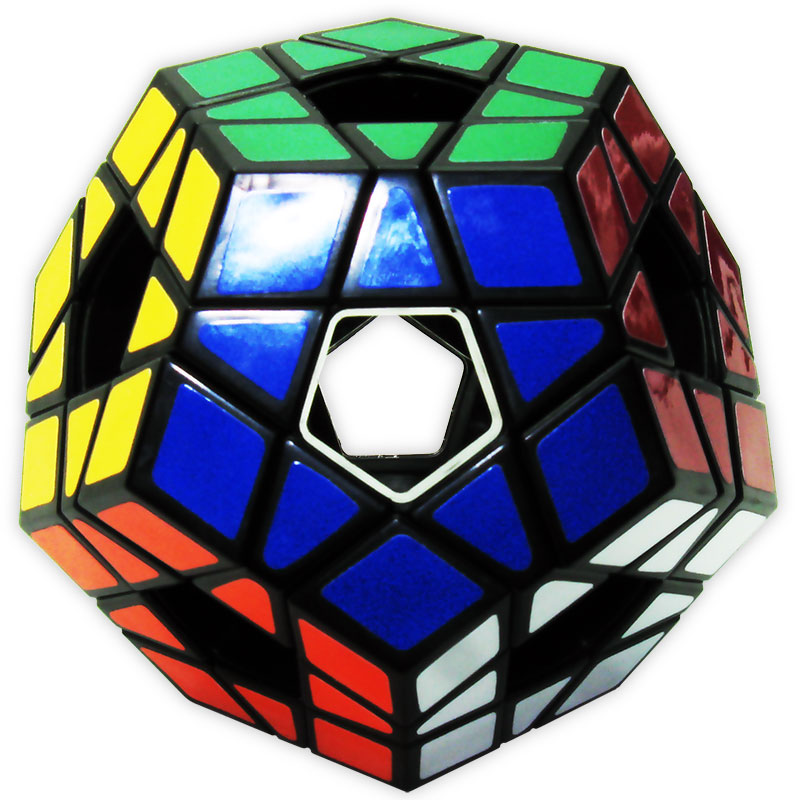
Megaminx không tâm

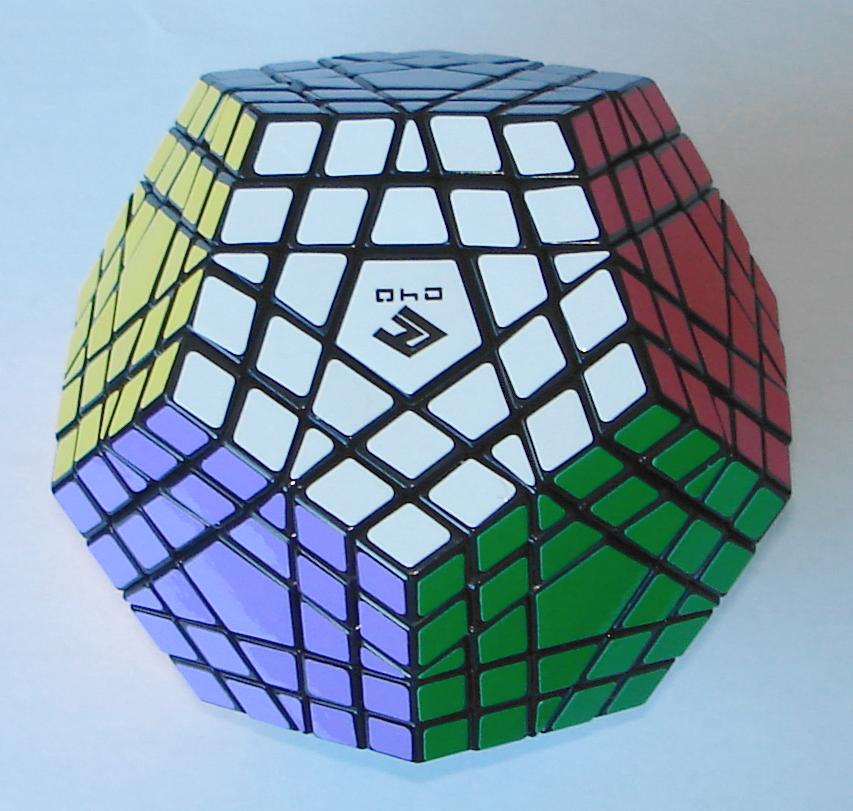
Gigaminx

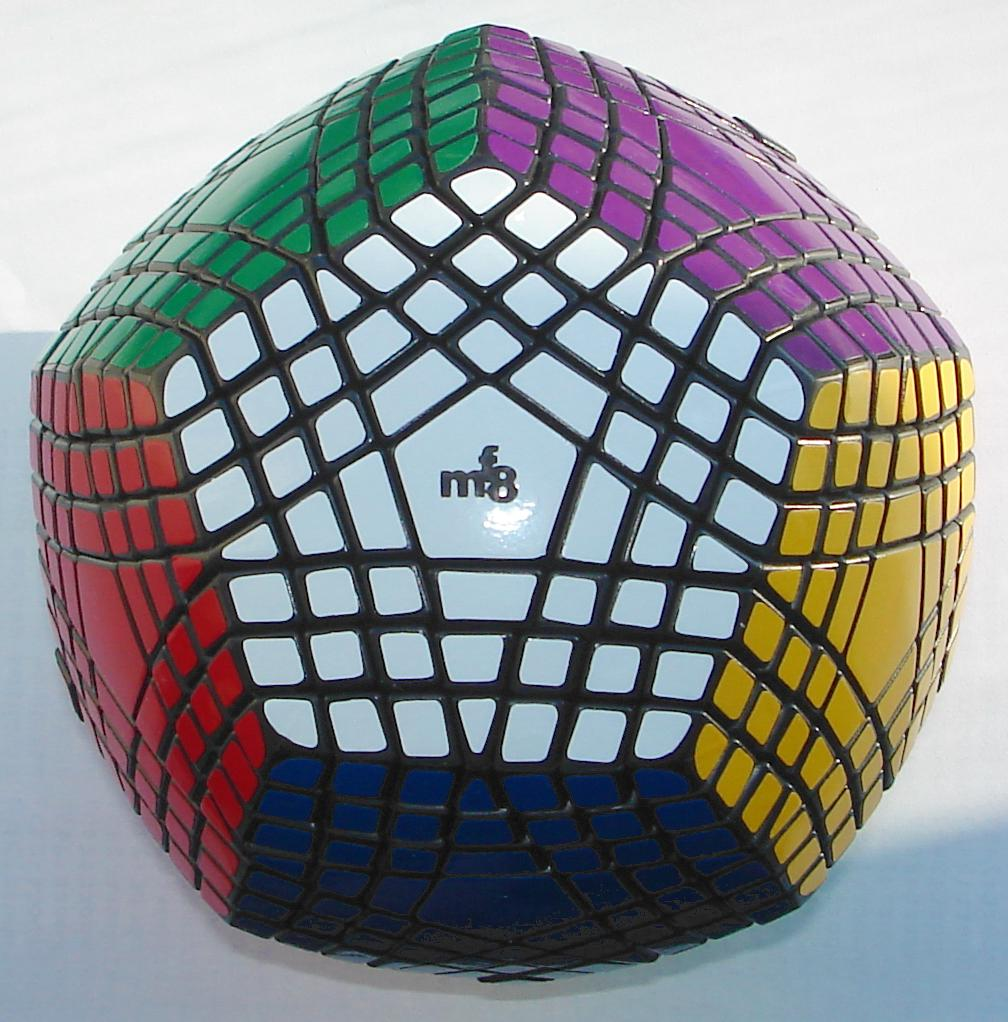
Teraminx

Trước kia Erik Akkersdijk là kỷ lục gia của Megaminx (giải nhanh 59,78 giây và 1:04,34 trung bình đều tại giải Đan Mạch mở rộng 2009). Tuy nhiên Bálint Bodor người Hungary đã phá vỡ kỷ lục tại giải Slovenia mở rộng 2010 với thành tích tương ứng lần lượt là 49,71 giây và 56,62 giây. Từ giải Đan Mạch mở rộng 2011, Simon Westlund người Thụy Điển đã tiếp tục phá kỷ lục thế giới khi anh giải Megaminx với chỉ 42.28 giây.Năm 2015, Yu Da Hyun người Hàn Quốc đã phá kỉ lục chỉ 
với 33 giây. Năm 2018,Juan Pablo Huanqui đã phá kỉ lục với thời gian 27,81 giây.Tháng 12 năm 2019 ở giải La Tienda cubera Chrismas,Juan Pablo Huanqui đã phá kỉ lục của mình với thời gian 27,222 giây

## Bảng màu
Bảng màu tiêu chuẩn cho hầu hết các câu đố Megaminx 12 màu như sau:
- màu đỏ đối với màu da cam ;
- màu xanh lục đối với màu xanh lá cây vôi ;
- màu vàng đối với màu vàng nhạt ;
- màu trắng đối với màu xám ;
- màu tím đối với màu hồng ;
- xanh lam đối với xanh lam đậm .

Ngoài ra, màu sắc của các mặt xung quanh mặt trắng, theo thứ tự theo chiều kim đồng hồ: đỏ, lục, tím, vàng và xanh lam.

Một số nhà sản xuất (đáng chú ý nhất là C4U) đôi khi sử dụng nhãn dán màu đen thay vì màu trắng, hoặc màu nâu thay vì màu vàng nhạt.